# Campeonato Sergipano de Futebol de 1971
O Campeonato Sergipano de Futebol de 1971 foi a 48º edição da divisão principal do campeonato estadual de Sergipe. O campeão foi o Sergipe que conquistou seu 16º título na história da competição.

## Premiação
| Campeonato Sergipano de 1971 |
| Aracaju                      |
| ---------------------------- |
| Sergipe Campeão (16º título) |